# Rogersville, Missouri
Rogersville är en stad i Greene County, och Webster County, i Missouri. Vid 2010 års folkräkning hade Rogersville 3 073 invånare.